# Jean-Philippe Schreiber
Pour les articles homonymes, voir Schreiber.
 (novembre 2018).
Si vous disposez d'ouvrages ou d'articles de référence ou si vous connaissez des sites web de qualité traitant du thème abordé ici, merci de compléter l'article en donnant les références utiles à sa vérifiabilité et en les liant à la section « Notes et références ».
Jean-Philippe Schreiber est professeur à l'Université libre de Bruxelles (ULB).

## Biographie

### Etudes
Il est diplômé de l’Université libre de Bruxelles et de l'École des hautes études en sciences sociales (Paris), docteur en philosophie et lettres (1993).

### Carrière
Ses recherches sont consacrées principalement à l’histoire du judaïsme moderne et contemporain, à l’histoire de l’immigration, à l’antimaçonnisme, aux rapports entre mémoire et histoire et aux relations Églises/États. Il a été membre de la Commission du Premier ministre chargée d’étudier la question des biens juifs spoliés durant l’occupation nazie, dite Commission Buysse I. Il a créé un portail Internet intitulé « Observatoire des Religions et de la Laïcité » (ORELA), site d'information et d'analyse sur l'actualité des religions, pour lequel il a notamment conçu le festival « La Religion dans la Cité », qui a en janvier 2016 attiré de nombreux spectateurs à Flagey (Bruxelles). Il a pour cette réalisation été lauréat (avec Cécile Vanderpelen-Diagre) du prix Wernaers pour la recherche et la diffusion des connaissances du Fonds national de la Recherche scientifique (2012) et du prix Jean Teghem décerné par le CEPULB (2016). Il a également conçu la deuxième édition de ce festival, « Corps et Religion », qui s'est tenue en février 2019 et qui n'a pas connu le même succès que la première édition.
Il est professeur ordinaire à l'Université libre de Bruxelles (ULB), où il a dirigé de 2003 à 2007 le Centre interdisciplinaire d’étude des religions et de la laïcité (CIERL) et a été de 2020 à 2024 conseiller spécial de la rectrice Annemie Schaus.
Il est directeur de recherches du Fonds national de la Recherche scientifique (FNRS) et membre de son conseil d'administration. Il enseigne l’histoire et les sciences sociales des religions à l'ULB, a enseigné en Suisse (Université de Lausanne), au Rwanda (National University, Butare), en Tunisie (Université de La Manouba) et en France (Paris XI).

## Publications
Liste des publications de Jean-Philippe Schreiber] dans le dépôt institutionnel de l'Université libre de Bruxelles :
- Politique et Religion. Le Consistoire Central Israélite de Belgique au XIXe siècle (1995)
- L’Immigration juive en Belgique du moyen âge à la Première Guerre mondiale (1996)
- La Mémoire retissée. Cent ans d’immigration en Belgique (avec Anne Morelli, 1993)
- Judaïsme et Franc-maçonnerie. Histoire d’une fraternité (avec Luc Nefontaine, 2000)
- Dictionnaire biographique des Juifs de Belgique. Figures du judaïsme belge (2002)
- Orientalisme et études juives à la fin du XIXe siècle. Le manuscrit d’Émile Ouverleaux (avec Philippe Pierret, 2004)
- Les Amis de l’Université de Jérusalem en Belgique. Servir la Paix en développant la Science (2010)
- Démocratie, histoire, religion (2010)
- La crise de l’égalité. Essai sur la diversité multiculturelle (2012)
- La Belgique, Etat laïque, ou presque... Du principe à la réalité (2014)
- Neretse : le procès du génocide (2025).

Il a assuré la direction scientifique de :
- Hertz Jospa. Juif, résistant, communiste (1997)
- Les Curateurs du ghetto. L’Association des Juifs en Belgique sous l’occupation nazie (avec Rudi Van Doorslaer, 2004 ; traduit en néerlandais) ;
- Théologies de la guerre (2006)
- Laïcité et sécularisation dans l’Union européenne (avec Alain Dierkens, 2006)
- Les Religions au Rwanda. Mutations, convergences, compétitions (avec Déo Byanafashe et Paul Rutayisire, 2009)
- L'École bruxelloise d'étude des religions : 150 ans d'approche libre-exaministe du fait religieux (2012)
- Le blasphème : du péché au crime  (avec Alain Dierkens, 2012)
- Anne Morelli, la passion d’agir. Engagement, liberté, fidélité (avec José Gotovitch, 2014)
- Les Marranismes : De la religiosité cachée à la société ouverte (avec Jacques Ehrenfreund, postface de Maurice Kriegel, 2014)
- Religion and Secularism in the EU. State of Affairs and current Debates (avec Jan Nelis and Caroline Sägesser, 2017)
- Les formes contemporaines de l’antimaçonnisme (2019)
- Le Choc. Rwanda 1994 : le génocide des Tutsi (avec Stéphane Audoin-Rouzeau, Annette Becker, Samuel Kuhn (2024)

### Notice d'autorité
- Ressources relatives à la recherche :   - Académie royale de Belgique
  - Canal-U
  - Persée
- Notice dans un dictionnaire ou une encyclopédie généraliste :   - Deutsche Biographie
- Notices d'autorité :   - VIAF
  - ISNI
  - BnF (données)
  - IdRef
  - LCCN
  - GND
  - Italie
  - Belgique
  - Pays-Bas
  - Israël
  - NUKAT
  - Tchéquie
  - Lettonie
  - WorldCat